# Haliclona flagellifera
Haliclona flagellifera är en svampdjursart som först beskrevs av Ridley och Arthur Dendy 1886.  Haliclona flagellifera ingår i släktet Haliclona och familjen Chalinidae. Inga underarter finns listade i Catalogue of Life.